# La legge di Murphy (film)
La legge di Murphy (Murphy's Law) è un film statunitense del 1986 diretto da J. Lee Thompson.
È un film d'azione thriller con protagonisti Charles Bronson, nel ruolo del detective Jack Murphy alle prese con una serial killer da poco uscita di prigione, e Carrie Snodgress, nel ruolo dell'assassina psicopatica Joan Freeman.

## Trama
Jack Murphy è un detective della polizia di Los Angeles antisociale che beve per sfuggire la dura realtà nella quale la sua ex-moglie è diventata una spogliarellista e la sua carriera non sta andando da nessuna parte. Il suo mondo si capovolge, però, quando viene preso di mira dall'ex-detenuta Joan Freeman, messa in prigione da Murphy all'inizio della sua carriera.
Freeman si rivela presto una killer psicopatica: uccide l'ex moglie di Murphy e il suo convivente. Murphy viene quindi incolpato di questi crimini e arrestato. Intanto Freeman comincia ad eliminare anche i collaboratori di Murphy. Dopo essere fuggito insieme ad una ladruncola, si mette sulle tracce di Freeman per catturarla e al contempo dimostrarsi non colpevole dei crimini dei quali è accusato.

## Produzione
Il film, diretto da J. Lee Thompson su una sceneggiatura di Gail Morgan Hickman, fu prodotto da Pancho Kohner per la Golan-Globus Productions e girato a Los Angeles in California nel novembre del 1985.

## Distribuzione
Il film fu distribuito negli Stati Uniti dal 18 aprile 1986 al cinema dalla Cannon Group e per l'home video dalla Cannon Home Video.
Alcune delle uscite internazionali sono state:
- nei Paesi Bassi il 26 maggio 1986
- in Germania Ovest il 12 giugno 1986 (Murphys Gesetz)
- in Francia il 9 luglio 1986 (La loi de Murphy)
- in Svezia il 29 agosto 1986 (Jack Murphys lag)
- in Australia il 9 ottobre 1986
- in Danimarca il 15 maggio 1987
- in Finlandia il 22 maggio 1987 (Jack Murphyn laki)
- in Portogallo il 22 maggio 1987 (A Lei de Murphy)
- in Perù (La ley de Murphy)
- in Spagna (La ley de Murphy)
- in Austria (Murphys Gesetz)
- in Ungheria (Murphy törvénye)
- in Norvegia (Murphy's Lov)
- in Brasile (O Vingador)
- in Grecia (O nomos tou Murphy)
- in Polonia (Prawo Murphy'ego)
- in Italia (La legge di Murphy)

## Promozione
Le tagline sono:
- "They set him up. He takes them down.".
- "He's a cop, She's a thief, together they're running for their lives".
- "They stole everything he had. Now its time to pay" (sulla copertina del DVD).

## Critica
Secondo il Morandini si assiste ancora una volta a Bronson, oramai sessantaquattrenne, nel ruolo del "vendicatore solitario" ma questa volta "troppa carne al fuoco risulta un po' indigesta". La legge di Murphy risulta uno degli ultimi film realizzati sulla scia del grande successo di Dirty Harry.